# Domingo Cuadra Gazmuri
Domingo Alberto Alfredo Cuadra Gazmuri (Santiago, 3 de febrero de 1908 - 22 de diciembre de 1999), fue un militar, agricultor y político liberal chileno. Hijo de Santos Cuadra Calvo y Delia Gazmuri Gatica. Contrajo matrimonio con Clorinda Gazmuri Escudero (1934).
Educado en el Instituto Nacional (1920-1923) y en la Escuela Naval Arturo Prat, donde recibió el grado de Guardiamarina de segunda clase (1928). Sirvió luego como oficial de la Armada de Chile, desde 1930 hasta 1933, cuando se acoge a retiro de la institución debido a una enfermedad.
Se dedicó a la agricultura, explotando el fundo San Rafael de Limache en la localidad de Pelequén, cerca de San Fernando.
Formó parte del Partido Juventud Liberal Verde (1936-1939) y luego pasó a integrar el Partido Liberal (1940-1966). 
Elegido Diputado por la 2ª agrupación departamental de Antofagasta, Taltal y Tocopilla (1949-1953), integrando la comisión permanente de Defensa Nacional.
Reelegido Diputado por la misma agrupación (1953-1957), participando de la comisión permanente de Agricultura y Colonización.
Fue elegido en dos oportunidades más como representante de Antofagasta al Congreso Nacional (1957-1961 y 1961-1965). En estos dos períodos fue miembro de las comisiones permanentes de Asistencia Médico-Social e Higiene y la de Relaciones Exteriores, respectivamente.
En 1966 su colectividad se fusionó al Partido Nacional, situación que no acompañó y decidió retirarse de la vida política.
Fue consejero de la Caja de Colonización Agrícola, en representación de la Sociedad Agrícola de Concepción y socio del Club de La Unión, del Club San Fernando y del Club Social de Chimbarongo.